# Ravenwood (Missouri)
Ravenwood est une ville du comté de Nodaway, dans le Missouri, aux États-Unis,. Fondée en 1887, elle est située à l'est du comté et incorporée en 1898.

## Démographie
Lors du recensement de 2010, la ville comptait une population de 440 habitants. Elle est estimée, en 2016, à 404 habitants.

### Source de la traduction
- (en) Cet article est partiellement ou en totalité issu de l’article de Wikipédia en anglais intitulé « Ravenwood, Missouri » (voir la liste des auteurs).